# Aristotip al col·lodió
L'aristotip al col·lodió és un positiu monocrom que s'aconsegueix mitjançant el procés d'ennegriment directe (POP) sobre paper baritat (paper utilitzat per al positivat de blanc i negre) amb emulsió de col·lodió. La còpia consta de tres capes: el paper de suport, una capa de barita i, finalment, una capa d'aglutinant de col·lodió.

## Història
L'any 1865 George Whanton Simpson ja fabricava papers al col·lodió, però aquest tenia poca adherència sobre el suport. Vint anys després, el 1885 Liesegang i Obernetter van introduir una capa de barita en aquest tipus de paper. Aquesta va aconseguir tapar les fibres visibles en algunes parts del paper i permetia una major adhesió del col·lodió. Amb aquesta innovació es garantia per primera vegada la comercialització i distribució de papers fotogràfics ja sensibilitzats amb tres capes (la del paper, la barita i l'emulsió de col·lodió).

## Fabricació
L'any 1866, Jean Laurent i José Martínez Sánchez van introduir al mercat els primers papers d'aquestes característiques. Aquests papers anomenats leptogràfics, eren papers al clorur de plata que podien tenir un aspecte mat o brillant. Tot i la qualitat i les innovacions tècniques aplicades a aquest tipus de papers, com el fet que la capa sensible no s'estengués sobre un suport de paper en estat brut sinó sobre una capa intermèdia de gelatina, no van tenir èxit i al voltant de 1870 ja ni es fabricaven. Posteriorment, el 1885, amb la necessitat d'un nou públic aficionat que pogués utilitzar una tècnica de positivat fàcil, novament es van introduir al mercat els ja esmentats papers leptogràfics, que des d'aleshores van passar a anomenar-se aristotips, com el nom d'una marca distribuïda a Alemanya.

## Procediment
El terme genèric aristotip fa referència al procés fotogràfic d'ennegriment que fa servir paper d'impressió recobert per una capa homogènia, llisa i blanca de barita que permet aconseguir imatges amb una major definició i sobre la qual es col·loca una tercera capa composta per un aglutinat de col·lodió amb nitrat de plata. És justament el dipòsit de plata de l'aglutinant de col·lodió cosa que permet la formació de la imatge per ennegriment directe (POP).

## Característiques
La capa de barita o de separació del paper al col·lodió impedia visualitzar les fibres del paper. Les imatges obtingudes mitjançant aquest procés solien tenir tonalitats càlides, que podien variar del marró al púrpura o al gris depenent de les sals de plata usades. En general eren muntades sobre suports secundaris i la superfície era llisa i brillant, però es tornava mat quan es virava amb platí i or.

## Conservació
En les impressions fotogràfiques realitzades amb paper o aristotip al col·lodió era habitual que aparegués un efecte craquejat. Això es deu al fet que el col·lodió, a diferència del suport del paper, no acostuma a experimentar moviments de contracció ni d'expansió. El col·lodió també és molt susceptible a l'abrasió; pot ser ratllat i sobrepassat fàcilment, deixant veure la capa de barita.
Per evitar el deteriorament dels aristotips, aquests no han de ser exposats a contaminants ambientals ni a temperatures superiors a 18 °C. Han de ser emmagatzemats en guardes de paper o plàstic de qualitat que presentin textures llises i siguin químicament estables. D'altra banda cal assegurar-se que el lloc d'emmagatzematge tingui un nivell d'humitat relativa d'entre el 30% i el 60%.

## Èxit
Els aristotips van ser els precursors dels papers fotogràfics moderns gràcies a la seva fabricació industrial i la seva estructura de tres capes. El paper al col·lodió va ser molt popular des de finals de segle xix, concretament des de la dècada de 1880, fins a principis de segle xx, aproximadament fins als anys quaranta. De fet, aristotip va ser una marca registrada que a causa del seu gran èxit es va convertir en un terme genèric. El seu èxit es va donar a causa de diferents qualitats d'aquest tipus de positiu, principalment la seva facilitat d'ús, el resultat estètic que permetia aconseguir i la major estabilitat i sensibilitat a la llum que presentava. Va ser utilitzat tant per aficionats com per professionals.